# Scolia anatoliae
Scolia anatoliae is een vliesvleugelig insect uit de familie van de Scoliidae.
De wetenschappelijke naam van de soort is voor het eerst geldig gepubliceerd in 2004 door de Duitse entomoloog Till Osten (1944-2012).